# Once Upon A Crime
Once Upon a Crime... is een zwarte humor-ensemblefilm uit 1992 geregisseerd door Eugene Levy. Het is een remake van de Italiaanse film Crimen.

## Verhaal
Het verhaal volgt enkele koppels in Monte Carlo. Julian en Phoebe zijn daar om een dashond te kopen voor de rijke Madam Van Dougan. Augie is een voormalige gokker. Zijn vrouw Elena staat op het punt een belangrijke zakelijke deal af te sluiten. Neil is ook een gokker die hoopt op een grote winst waarmee zijn vrouw Marilyn designerkleding kan kopen. Wanneer Madam Van Dougan vermoord wordt gevonden, raken de voornoemde koppels betrokken in het onderzoek van inspecteur Bonnard.

## Rolverdeling
| Acteur             | Personage             |
| ------------------ | --------------------- |
| John Candy         | Augie Morosco         |
| James Belushi      | Neil Schwary          |
| Cybill Shepherd    | Marilyn Schwary       |
| Sean Young         | Phoebe                |
| Richard Lewis      | Julian Peters         |
| Ornella Muti       | Elena Morosco         |
| Giancarlo Giannini | Inspecteur Bonnard    |
| George Hamilton    | Alfonso de la Pena    |
| Roberto Sbaratto   | detective Toussaint   |
| Joss Ackland       | Hercules Popodopoulos |
| Ann Way            | huisbewaarder         |
| Geoffrey Andrews   | gutler                |
| Caterina Boratto   | Madame de Senneville  |
| Elsa Martinelli    | Carla                 |
| Eugene Levy        | casinomedewerker      |

## Nominatie
| Westrijd                     | Categorie                | Ontvanger(s) | Resultaat   | Ref.  |
| ---------------------------- | ------------------------ | ------------ | ----------- | ----- |
| Golden Raspberry Awards 1992 | Worst supporting actress | Sean Young   | Genomineerd | [ 4 ] |